# Кубок Білорусі з футболу 2007—2008
Кубок Білорусі з футболу 2007–2008 — 17-й розіграш кубкового футбольного турніру в Білорусі. Титул вдруге здобув МТЗ-РІПО.

## Календар
| Раунд        | Дата                        | Матчі | Клуби   |
| ------------ | --------------------------- | ----- | ------- |
| Перший раунд | 28-30 липня 2007            | 16    | 48 → 32 |
| 1/16 фіналу  | 16 серпня - 11 вересня 2007 | 16    | 32 → 16 |
| 1/8 фіналу   | 15-16/21-22 березня 2008    | 16    | 16 → 8  |
| 1/4 фіналу   | 29 березня/2 квітня 2008    | 8     | 8 → 4   |
| 1/2 фіналу   | 16/30 квітня 2008           | 4     | 4 → 2   |
| Фінал        | 18 травня 2008              | 1     | 2 → 1   |

## Перший раунд
| Команда 1                    | Рахунок      | Команда 2                   |
| ---------------------------- | ------------ | --------------------------- |
| 28 липня 2007                |              |                             |
| Хімік (Гродно) (А)           | 2:5          | Ведрич-97 (Річиця) (2)      |
| Полісся (Козенки) (3)        | 0:2          | Ліда (3)                    |
| ДЮСШ Кіровськ (А)            | 0:4          | Верас (Несвіж) (2)          |
| Лівадія (Дзержинськ) (3)     | 0:3          | Вертикаль (Калинковичі) (3) |
| Городея (А)                  | 0:2          | Мозир (2)                   |
| Налоговик (Мінськ) (А)       | 0:0 пен. 1:3 | Хімік (Світлогорськ) (2)    |
| ПМК-7 (Ганцевичі) (А)        | 3:1          | Полоцьк (2)                 |
| Кобрин (А)                   | 0:9          | Савіт (Могильов) (2)        |
| Осиповичі (3)                | 0:1          | Комунальник (Слонім) (2)    |
| Неман (Мости) (3)            | 1:4          | Комунальник (Жлобін) (3)    |
| М'ясокомбінат (Вітебськ) (3) | 2:1          | Граніт (Мікашевичі) (2)     |
| Орша (3)                     | 0:3          | Динамо-Белкард (Гродно) (2) |
| Береза (3)                   | 0:1          | Хвиля (Пінськ) (2)          |
| Молодечно (3)                | 1:5          | Барановичі (2)              |
| Спартак (Шклов) (3)          | 3:1          | ПМЦ-Постави (3)             |
| 30 липня 2007                |              |                             |
| Нефтяник (Річиця) (А)        | 0:1          | Зірка-БДУ (Мінськ) (2)      |

## 1/16 фіналу
| Команда 1                    | Рахунок      | Команда 2           |
| ---------------------------- | ------------ | ------------------- |
| 16 серпня 2007               |              |                     |
| Верас (Несвіж) (2)           | 2:0          | Білшина             |
| Хімік (Світлогорськ) (2)     | 1:0          | Нафтан              |
| ПМК-7 (Ганцевичі) (А)        | 2:3          | МТЗ-РІПО            |
| Комунальник (Жлобін) (3)     | 1:1 пен. 2:1 | Сморгонь            |
| Комунальник (Слонім) (2)     | 0:2          | Гомель              |
| Хвиля (Пінськ) (2)           | 0:1          | Динамо (Берестя)    |
| Ведрич-97 (Річиця) (2)       | 0:1          | Мінськ              |
| Вертикаль (Калинковичі) (3)  | 0:3          | Даріда              |
| Барановичі (2)               | 0:2          | Німан               |
| Зірка-БДУ (Мінськ) (2)       | 1:2 дч       | Локомотив (Мінськ)  |
| Динамо-Белкард (Гродно) (2)  | 1:2          | Вітебськ            |
| Ліда (3)                     | 1:2          | Дніпро (Могильов)   |
| 19 серпня 2007               |              |                     |
| Спартак (Шклов) (3)          | 0:2          | БАТЕ                |
| 5 вересня 2007               |              |                     |
| Савіт (Могильов) (2)         | 0:2          | Шахтар (Солігорськ) |
| 6 вересня 2007               |              |                     |
| М'ясокомбінат (Вітебськ) (3) | 2:0          | Торпедо (Жодино)    |
| 11 вересня 2007              |              |                     |
| Мозир (2)                    | 1:4          | Динамо (Мінськ)     |

## 1/8 фіналу
| Команда 1                | Заг. | Команда 2                    | 1-й матч | 2-й матч |
| ------------------------ | ---- | ---------------------------- | -------- | -------- |
| 15/21 березня 2008       |      |                              |          |          |
| Локомотив (Мінськ)       | 1:2  | Динамо (Мінськ)              | 0:2      | 1:0      |
| Комунальник (Жлобін) (3) | -:+  | МТЗ-РІПО                     | -:+      | -:+      |
| 15/22 березня 2008       |      |                              |          |          |
| Динамо (Берестя)         | 2:3  | Гомель                       | 0:2      | 2:1      |
| Мінськ (2)               | 2:4  | Шахтар (Солігорськ)          | 0:1      | 2:3      |
| 16/21 березня 2008       |      |                              |          |          |
| БАТЕ                     | 2:0  | Верас (Несвіж) (2)           | 1:0      | 1:0      |
| Дніпро (Могильов)        | 2:0  | Вітебськ                     | 1:0      | 1:0      |
| 16/22 березня 2008       |      |                              |          |          |
| Хімік (Світлогорськ) (2) | 2:0  | М'ясокомбінат (Вітебськ) (3) | 1:0      | 1:0      |
| Даріда                   | 2:0  | Німан                        | 1:0      | 1:0      |

## 1/4 фіналу
| Команда 1                | Заг. | Команда 2           | 1-й матч | 2-й матч |
| ------------------------ | ---- | ------------------- | -------- | -------- |
| 29 березня/2 квітня 2008 |      |                     |          |          |
| Хімік (Світлогорськ) (2) | 1:3  | БАТЕ                | 1:3      | 0:0      |
| МТЗ-РІПО                 | 4:2  | Гомель              | 4:0      | 0:2      |
| Даріда                   | 1:3  | Шахтар (Солігорськ) | 1:2      | 0:1      |
| Дніпро (Могильов)        | 0:1  | Динамо (Мінськ)     | 0:0      | 0:1 дч   |

## 1/2 фіналу
| Команда 1           | Заг. | Команда 2       | 1-й матч | 2-й матч |
| ------------------- | ---- | --------------- | -------- | -------- |
| 16/30 квітня 2008   |      |                 |          |          |
| БАТЕ                | 3:6  | МТЗ-РІПО        | 2:4      | 1:2      |
| Шахтар (Солігорськ) | 4:2  | Динамо (Мінськ) | 1:0      | 3:2      |

## Фінал
| 18 травня 2008 18:00 (EEST) |

| МТЗ-РІПО                  | 2:1      | Шахтар (Солігорськ) |
| ------------------------- | -------- | ------------------- |
| В.Глєб 5' Страханович 83' | Протокол | Стрипейкіс 82'      |

| Стадіон «Динамо», Мінськ Глядачів: 8 500 Арбітр: Олексій Кульбаков |